# Matilde Alvim
Matilde Alvim es una activista ambiental de Portugal. Participó en la organización de huelgas estudiantiles por el clima (Fridays for Future) en este país. Gran parte de su inspiración proviene de las acciones de la activista sueca Greta Thunberg .

## Biografía
Alvim procede de la parroquia de Quinta do Anjo, que forma parte de Palmela, en el distrito portugués de Setúbal, al sur de la capital, Lisboa, y cerca del Parque Natural de Arrábida. En sus años de estudiante, fue alumna de la Escuela Secundaria de Palmela en donde iniciaron las protestas de los y las alumnas. Actualmente estudia antropología en la Facultad de Ciencias Humanas y  Sociales de la Universidad NOVA de Lisboa.
Desde pequeña mostró interés y preocupación en temáticas ambientales. Un artículo periodístico sobre la gran mancha de basura del Pacífico, a inspiró a pensar que los problemas ambientales, especialmente la crisis climática, no pueden resolverse únicamente con acciones individuales y que es necesario atacar el origen del problema. Alvim ha identificado en la industria de los combustibles fósiles un actor culpable que, según ella, ha invertido en desinformación y campañas de lobby para influir en los gobiernos haciendo que estos no cumplan con los compromisos internacionales de reducción de emisiones.  Sostiene que el mundo tiene que alcanzar la neutralidad de carbono en 2030, en lugar de 2050, la fecha propuesta por el gobierno portugués. 
Alvim se involucró en el activismo climático en 2019, junto con su amiga, Beatriz Barroso. Inicialmente ambas estaban dispuestas a manifestarse por su cuenta, influenciadas por los primeros pasos de  Greta Thunberg, pero rápidamente  se expandió el apoyo a sus huelgas (iniciadas en Lisboa) llegando a constituirse las huelgas de  los viernes en todo el país. Participaron más de 30 grupos de estudiantes, con especial apoyo en Oporto y Coimbra . El 15 de marzo del 2019, 20.000 estudiantes se reunieron en Lisboa.  

## Carta abierta al Ministro de Medio Ambiente
El 3 de diciembre del 2019, Alvim escribió una carta abierta al Ministro de Ambiente, criticando el enfoque que el  gobierno mantenía en cuestiones de emergencia climática. Entre otras cosas, manifestó su oposición a los planes para crear un nuevo aeropuerto de Lisboa y para el dragado del río Sado. Entre otras demandas de los y las manifestantes estaban la prohibición de la explotación de gas natural en Portugal y la cancelación de la creación de un gasoducto. 
El mismo día de la publicación de su carta abierta, Alvim formó parte del comité de recepción que recibió en Lisboa a Greta Thunberg, camino a la cumbre climática de la Organización de las Naciones Unidas (ONU), denominada COP25. Greta Thunberg, quien llegó en yate debido a su negación a  volar debido por el impacto sobre el ambiente, fue recibida por el comité.  Alvim pronunció un discurso reiterando algunos de los puntos expuestos en su carta al ministro.   
Durante la pandemia de COVID-19, cuando las manifestaciones no eran posibles, Alvim continuó con su activismo sobre cambio climático, escribiendo artículos para periódicos y dando entrevistas.    